# Doccione

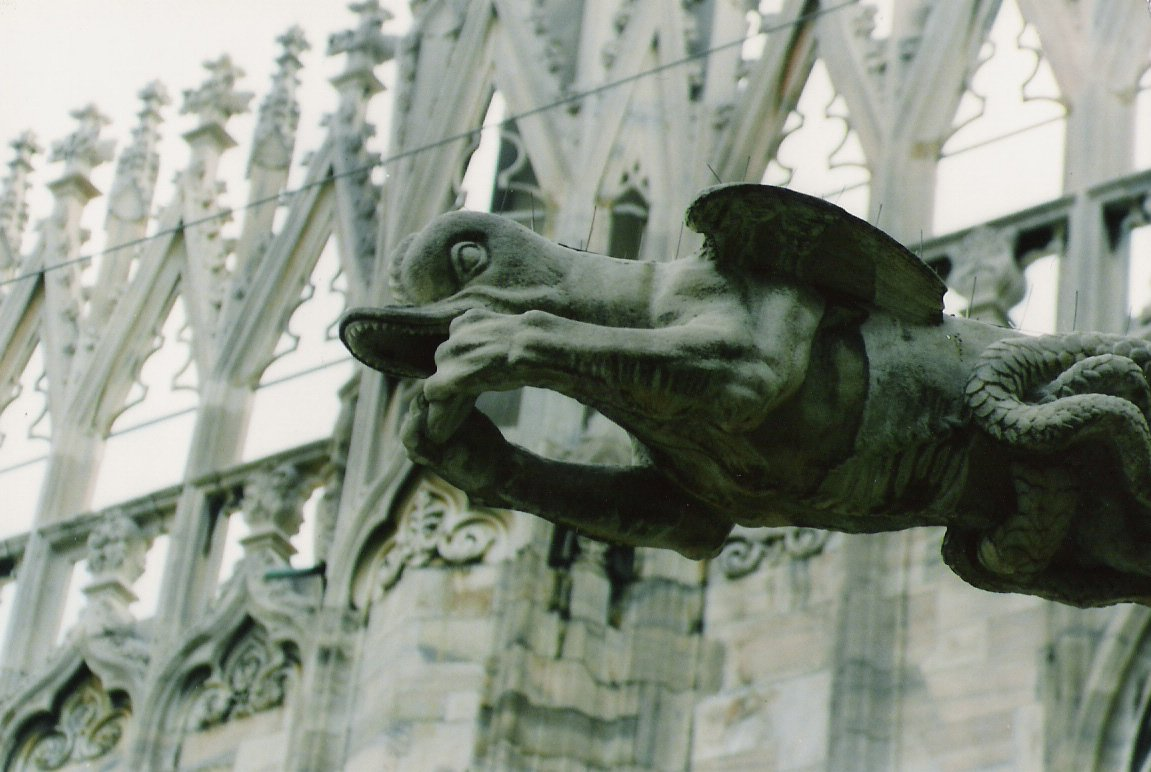
Doccione a forma di drago, duomo di Milano

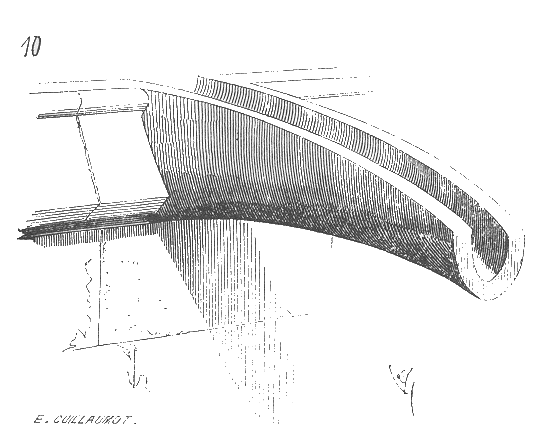
Doccione senza decorazione dal Dictionnaire raisonné de l'architecture française du XIe au XVe siècle (1854-1868) di Eugène Viollet-le-Duc

In architettura, e in particolare nell'architettura gotica, un doccione è una struttura con un beccuccio di scarico, progettato per convogliare l'acqua da un tetto e lontano dal lato di un edificio, impedendogli così di colare giù dalle pareti. Gli architetti hanno spesso utilizzato più doccioni su un edificio per dividere il flusso di acqua piovana dal tetto per ridurre al minimo i potenziali danni causati dai temporali. Un trogolo viene tagliato nella parte posteriore del doccione e l'acqua piovana esce tipicamente attraverso la bocca aperta. 
Se il doccione è decorato con figure di mostri o di fantasia, prende il nome di gargolla.

## Descrizione
Il doccione è la parte finale del tubo o canale di scarico esterno di una grondaia. Ha lo scopo di canalizzare il deflusso dell'acqua piovana accumulata nelle gronde o sui tetti impedendo che questa, scorrendo lungo i muri li danneggi o penetri nelle fondazioni. Oggi è perlopiù sostituito dal tubo pluviale.

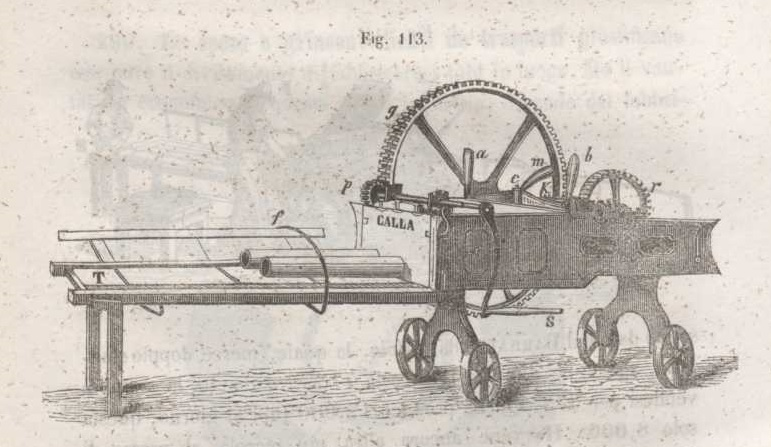
Macchina per fabbricare i doccioni del XIX secolo

È spesso decorato con figure mostruose o fantastiche che dovevano spaventare gli "spiriti maligni" e tenerli lontani dall'edificio; in tal caso è conosciuto più comunemente con il nome di gargolla o garguglia e ha precedenti nei gocciolatoi a protomi leonine dei templi greci. Quest'ultimo tipo fu molto utilizzato nel corso del Medioevo; gargolle si ritrovano spesso all'esterno di municipi, chiese e cattedrali dell'epoca in forma di leoni o altri animali; l'acqua scorreva spesso lungo la schiena o all'interno della figura per defluire poi dalla bocca.